# Austrarchaea daviesae
Austrarchaea daviesae là một loài nhện trong họ Archaeidae. Loài này phân bố ở Queensland.